# Vasile Turcu
Vasile Turcu (n. 11 august 1954, Hudești, România – d. 9 martie 2017, București, România) a fost un inginer și om de afaceri român care a deținut grupul de firme Romconstruct, în jurul căruia au fost grupate 9 companii.
A fost acționar la Dinamo București.
În anul 2010, averea lui Turcu era de 130-135 milioane euro, el situându-se pe poziția 57 în topul celor mai bogați oameni din România.
Vasile Turcu a fost și președinte al Confederației Patronale din Industria Română. S-a sinucis prin spânzurare pe 9 martie 2017 probabil din cauza dificultăților financiare cu care se confruntau firmele pe care le deținea.

## Distincții
- 2004 -- Prin Decretul nr. 38/2004, președintele Ion Iliescu l-a decorat cu Ordinul Meritul Cultural în grad de Ofițer, categoria F - „Promovarea culturii”[5]